# 2017年中國新歌聲上海·臺北音樂節抗議事件
2017年中國新歌聲上海·臺北音樂節抗議事件，是指中國電視音樂節目中國新歌聲因在國立臺灣大學田徑場舉辦演唱會活動而引起抗議的事件。

## 背景
由上海市海峽兩岸交流促進會、上海文化聯誼會、上海燦星文化傳媒股份有限公司、夢響強音文化傳播（上海）有限公司共同主辦，台北市政府文化局協辦。

## 事前

### 幕婕塔公司申請借用
7月11日，中國新歌聲的演唱會活動協辦執行單位「幕婕塔企業股份有限公司」洽至臺大校方，表示接獲臺北市政府文化局委託辦理音樂節。
7月12日，幕婕塔公司表示活動將借5天半（9月20日－9月25日上午），3天進場，1天彩排，1天活動，半天撤場。
8月7日，臺大許承辦人表示：「因田徑場新生南路側對面的住戶及里長必定會因為音量問題而產生反彈，已有先例，且借用天數過長，不宜借用」。
8月8日，幕婕塔公司表示：「噪音問題已與里長達成共識，只要有里民抗議立即調整音量」，同時遞送場地借用申請書給臺大校方，借用期間為9月21日－9月25日」。
8月9日，臺大校方審核通過場地借用申請書，許承辦人表示活動時間到晚上9點半還是有疑慮，請幕婕塔更改到晚上7點。
8月16日，臺大許承辦人與大安區大學里里長聯絡確認噪音問題。

### 上海市府寄公文致北市府
8月25日，上海市人民政府透過微信寄送一封公文給臺北市政府，公文名為「2017中國新歌聲臺北音樂節，擬請臺北市政府協助事項」，並指定活動地點為「臺灣大學室外運動場」，協辦事項提及「協助組織9月24日現場觀眾約1000人」、「擬請臺北市政府文化局參加協辦單位」。

### 臺大校方駁回申請
9月1日，幕婕塔公司表示：「由於節目單位表示需要讓每個藝人採排1小時，故要求再增租田徑場兩天（9月19日－9月20日）」。
9月4日，臺大校方收到幕婕塔公司的申請函。
9月8日，臺大體育室表示活動借用時間較原借用時間多出兩天，恐影響9月19日、9月20日學生上課及噪音問題，並通知幕婕塔另覓場地舉辦。
9月11日，臺大體育室雖表達不同意場地借用，但幕婕塔公司仍持續表達借用意願，並增加借用其他的場地。
9月12日，臺北市政府文化局表示希望臺大體育室能同意借用場地。
9月14日，臺大體育室確定不同意借用，並請幕婕塔公司盡快另尋其他合適場地。同日，亦告知文化局。

### 立委高金素梅關切臺大
9月15日，無黨團結聯盟立法委員高金素梅辦公室透過教育部關切臺大校方不同意場地借用事宜。臺大體育室主任通知幕婕塔公司、臺北市政府文化局及臺大駐警隊到校召開會議；最後，臺大體育室同意更改申請書，借用期間總共是「9月19日－9月25日」。

### 田徑場封閉施工後受損
9月19日，臺大體育室在臺大田徑場立牌公告：「因配合臺北市政府文化局舉辦活動，田徑場將於9月19日起至9月25日中午12點止，暫停開放」。同日，臺大代理校長張慶瑞審核通過臺大校方同意借用場地給幕婕塔公司的公文；但在9月25日，臺大主秘林達德於記者會中強調，該公文是草稿，並未發出。
9月20日，臺大體育室主任、體育室組長、體育室承辦人及營繕組承辦人現場會勘田徑場跑道凹痕。同日，晚間10點，臺大學生會公開聲明：「田徑場經勘察，跑道產生兩道凹痕，草皮同時受到破壞」、「時值開學第二週，封閉當天才得知相關訊息」，臺大學生會提出3點訴求：「1.校方應嚴格監督活動主辦單位於活動結束後，負起場地回復責任。2.校方應遵守相關規定，出借場地不能影響師生受教、使用權益。3.校方應於9月21日下午5點前道歉，並須在尚未提出相關說明前，要求活動暫停」。
9月21日，下午4點多，臺大體育室表示：「活動核准欠缺周嚴的考量、充份溝通」，並向全校師生致歉。同日，晚上10點多，臺大學生會在臉書質疑：「此一回覆聲明仍未說明，本次中國新歌聲活動是否符合前述《國立臺灣大學校總區運動場館管理辦法實施細則》第二條之場地使用優先順序」。
9月22日，上午9點多，臺大學生會與臺大足球隊等校隊前往田徑場召開記者會，學生們手持標語「借場地免監督，學權沒人顧」抗議校方黑箱作業，而且，當天的借用系統，仍查無中國新歌聲的借用資料。
9月23日，上午11點，臺大體育室與駐衛警人員參與主辦單位召開之安全會議。

## 經過
9月24日，下午1點30分，活動主辦單位開放聽眾入場，但須經安全檢查才能進場，田徑場入口處出現排隊人潮，現場設有「陳抗區」。

### 上海市府官員現身場地
下午2點，演唱會開幕，上海市人民政府臺灣事務辦公室主任李文輝、上海市人民政府臺灣事務辦公室副主任王立新到場參觀，另外有新黨主席郁慕明及立委高金素梅等人陪同。

### 校內爆發抗議
下午2點多，臺大學生、獨派團體自由台灣黨及統派團體中華愛國同心會紛紛聚集在田徑場圍欄外。
下午3點10分起，臺北市政府警察局已陸續接獲糾紛與打架事件的通報，有些發生在校園內，有些發生在校門口。
下午3點21分，臺大學生與獨派團體持票入場失敗，因此和中國新歌聲工作人員爆發推擠衝突。愛國同心會成員張秀葉阻礙媒體採訪，並與他人爆發口角。另外，現場有一位人士身穿小熊維尼布偶裝亂入人群，身上貼有「習包子」的字樣，而且故意站在張秀葉和五星旗的旁邊，引人矚目。
下午3點30分，臺大主任秘書通知主辦單位，基於學生安全顧慮及維護校園秩序之考量，要求停止借用場地。
下午4點多，大量抗議人群湧入田徑場，並帶著布條標語「市府上下其手吃人夠夠」、「還我操場」、「釋放李明哲」及「拒當中國臺灣大學」在舞台前抗議。
下午4點37分，中國新歌聲活動主持人宣布：「因校方要求及安全因素，結束今天的演出」，抗議人群佔領了舞台；另外，穿著小熊維尼布偶裝的人士也陪同佔領。

### 臺大濺血案
同日，下午5點左右，臺大體育館後門外，也就是新生南路與辛亥路口的人行道上，爆發了三起衝突：
- 第一起衝突，統促黨黨員與獨派人士李柏璋爆發口角。[32]
- 第二起衝突，統促黨黨員胡大剛突然拿出甩棍，攻擊臺大歷史系學生張耿維背後，造成張耿維的頭部濺血，左手骨折開刀。[33][34][35]
- 第三起衝突，張安樂次子張瑋發現一旁有學生蒐證跟拍，他跳下車，並踹倒學生的單車，朝學生揮拳。[36][37]

不久之後，李柏璋在臉書表示：「我是第一波遭攻擊者，愛國同心會不斷的朝我叫囂，我一時氣不過嗆了回去，他們就有人向我衝過來推我，害我差點跌倒，我又一時氣不過就跟他們發生衝突」。
晚上5點26分，警察於辛亥路找不到人，後來在體育館側門看到救護車，並立即處理。
晚上6點55分，統促黨黨員胡大剛與吳姓嫌犯被移送法辦。
晚上7點，張瑋前往大安分局到案說明，但聲稱身體不舒服，要求停止夜間偵訊。
晚上9點，臺大校方緊急發出聲明表示：「有三位台大同學於臺大體育館後門外人行道上遭不明人士持甩棍打傷。目前兩位同學經過醫療照護後已離開醫院，一位同學由校安人員陪同尚在臺大醫院治療中」。
- 9月25日，統促黨召開記者會。
  - 統促黨總裁張安樂表示：「打得好」。[44]
  - 統促黨黨員[45]官秀貞表示：「我持票到現場要看表演，但因抗議的關係，節目提前結束，因此與同伴離開，但在現場李柏璋就一直辱罵我」。[44]
  - 統促黨黨員胡大剛表示：「看到楊紹瑞遭打，才會拿出甩棍反擊，因此才會發生這起濺血事件」，[44]並表示：「甩棍是在現場撿到的」。[46]
  - 統促黨主委楊紹瑞在前往警局的路上表示將提告學生，並表示「學生先動手，而且是突襲式的動手」、「我跟他單挑，他未必打得過我」。[47]
- 同日，李柏璋與張耿維召開記者會。
  - 李柏璋表示：「因為我只有一個人我沒辦法，為了自我防衛所以我有反擊，他們現在指控我說說我打他們，為什麼他們不說他們先動手，我沒有辦法，我要站在那邊被他們打死嗎？不可能啊」。[48]
  - 張耿維表示：「我只是告訴他們說，不要打架等警察來，就在講這些話的時候我就突然被攻擊，那一下是直接朝我的後腦勺來，然後我後腦勺就破了一個大洞」。[48]

9月26日，早上11點，張瑋前往警局複訊。同日，臺大受傷學生張耿維在三立新聞台政論節目《54新觀點》的電話連線對談，結果張安樂在電話連線對談中表示：「全台黨員3萬人遍布」。
9月27日，張耿維在三立新聞台政論節目《新台灣加油》的電話連線對談中表示，日前在臉書貼文說明事發緣由及相關證據發布，卻遭到惡意留言灌爆恫嚇：「白刀子進，紅刀子出」，「下次來找你就是解放軍」。

## 後續

### 建管處取締舞台違建
9月25日，臺北市政府建築管理工程處發言人洪德豪表示：「9月15日，幕婕塔公司有到建管處申請建築許可，但在搭建完舞台後，沒有申請舞台竣工查驗，因此屬於違建，並依《建築法》第86條，開罰幕婕塔公司新臺幣13,840元」。

### 幕婕塔公司背景爆發爭議
9月26日，幕婕塔公司遭網友爆料，在經濟部商業司的工商登記地址是一間「貢玄藥局」；另外，被加碼爆料該公司的林姓負責人，前後至少開過三家公司，第一家博克萊歇業，第二家葳鴻地址也已換其他公司，現在幕婕塔則是第三間。博克萊公司曾遭韓國明星李準基經紀公司跨海告詐欺，涉嫌捲走150萬元票款。
同日，臺北市政府商業處表示：「登記地與營業地不同並未違法」。

### 藍天盟校門口抗議
9月26日，藍天行動聯盟主席武之璋與其成員到臺大校門口抗議，並手持標語「台獨滾出臺大，政治退出校園」，卻又齊喊「兩岸終將統一」。武之璋批評：「所有綠營的老師都是混蛋」，並點名臺大歷史學系教授陳翠蓮。
不久之後，旁邊一名路人騎著腳踏車進入臺大校園，並高喊「臺灣中國，一邊一國」，雙方險釀衝突。另外，在一旁錄影的社運人士王奕凱被帶入人群，遭到藍天盟成員批鬥。
同日，陳翠蓮在臉書回應表示：「臺大生哪是你洗腦洗得動」。

## 各方反應

### 中央政府
- 中華民國內政部部長葉俊榮表示：「民主社會意見表達必須相互尊重，絕對不容許幫派團體染指校園及暴力對待學生」。[63]

### 臺北市政府
- 9月25日，市長柯文哲表示：「我們臺北市政府是協辦機關，所以作為一個協辦機關，到現在我們沒看到什麼疏失，該做的我們都做了」。[64]9月29日，接受TVBS新聞台政論節目《少康戰情室》，柯文哲表示：「這個節目已經在台灣辦過很多場，以前都沒事，這次突然出事，人家也順便要修理柯文哲，沒辦法」。[65]
- 文化局文創發展科長吳俊銘表示：「場地是由廠商選擇，不清楚為何從前兩屆的花博公園改至臺大」。[66]
- 警察局副局長林順家表示：「派出所所長針對110報案沒有進一步掌握狀況，現已調離主管職」。[67]
- 警察局大安分局長楊鴻正表示：「接獲報案後就密集向臺大駐警隊連繫，但因臺大堅持校園自治，警察沒有校方同意不能進入校園，但有派員在羅斯福路派出所待命」。[68]

### 其他人物
- 姚立明表示：「警方應調查統促黨與中國官員的通聯紀錄」。[69]
- 社運人士王奕凱爆料：「中時記者施壓要警察幫白狼（張安樂）辦案」。[70]
- 黃智賢表示：「田徑場只是藉口，其實是為台獨」。[71]
- 新黨郁慕明表示：「再發生一次228事件也不令人意外了」。[72]

### 國台辦
- 發言人馬曉光表示：「泛政治操弄」。[73]